# オールナイトニッポンPODCAST トム・ブラウンのニッポン放送圧縮計画
『オールナイトニッポンPODCAST トム・ブラウンのニッポン放送圧縮計画』（オールナイトニッポンポッドキャスト トム・ブラウンのニッポンほうそうあっしゅくけいかく）は、トム・ブラウンがパーソナリティを務めるラジオ番組。
ニッポン放送 PODCAST STATION他で配信されている。

## 概要
2019年4月21日（20日深夜）、スペシャルウィークの毎週日曜日（土曜日深夜）のオールナイトニッポン0（ZERO）の週替りパーソナリティ枠にて『トム・ブラウンのオールナイトニッポン0（ZERO）』を初放送。
2020年2月24日（23日深夜）、毎週火曜日（月曜日深夜）の伊藤健太郎のオールナイトニッポン0（ZERO）の代打として『トム・ブラウンのオールナイトニッポン0（ZERO）』を2度目の放送。
2021年5月9日（8日深夜）、毎週日曜日（土曜日深夜）のオールナイトニッポン0（ZERO）の週替りパーソナリティ枠にて『トム・ブラウンのオールナイトニッポン0（ZERO）』を3度目の放送。
2021年10月5日、オールナイトニッポンPODCAST枠が新設されたことにより、『オールナイトニッポンPODCAST トム・ブラウンのニッポン放送圧縮計画』が放送開始。
Twitterのハッシュタグは「#トムブラウンANNP」、メールアドレスは「tom@allnightnippon.com」である。
番組ノベルティは、布川の髪の毛である。また、良いメールを送ったリスナーに収録前にあらかじめ送る「メール先光り」システムを採用しており、髪を縛るゴムの色は4種類ある（採用の期待度が高い順から赤、青、緑、白）。そのため、番組ノベルティが届いてもメールが採用されるかはわからない。
2022年1月29日（28日深夜）、『霜降り明星のオールナイトニッポン』の放送休止に伴う代理番組として『トム・ブラウンのオールナイトニッポン』が放送され、『霜降り明星のオールナイトニッポン』内で行われていた人気コーナー「ポケットいっぱいの秘密のコーナー」のトム・ブラウンバージョンが放送された。

## 出演者

### パーソナリティ
- トム・ブラウン（布川ひろき、みちお）

### その他の出演
- 前島花音（ニッポン放送アナウンサー）[注 3]

## コーナー

### 現在のコーナー
トム・ブレイン
みちおが言いそうな掴みのギャグをリスナーから募るコーナー。採用されたものの中には実際のトム・ブラウンのネタに採用されることもあり、M-1グランプリ2024で使用した掴みもリスナー投稿作品である。メールの後に布川が「採用」「不採用」「保留」の判定する。
俺の恋〜私の恋〜
「恋愛エピソード」や「恋の悩み」をリスナーから募り、みちおが一緒に成長していくコーナー。
中野
布川が許せない「住んでいる場所を聞かれて『中野』と答えたのに最寄り駅が『沼袋』」という自分を良く見せようとする虚言野郎の目撃情報をリスナーから募るコーナー。メールの後に布川が「中野」か「中野じゃない」かを判定する。
スクープ！芸人バズ記事
「トム・ブラウン布川ひろきが深夜のファミレスで“いちごのかき氷”を注文するも、完食前にまさかの寝落ち」という謎のネット記事がバズった事から誕生したコーナー。今後ありそうな芸人のスクープをリスナーから募るコーナー。
仮説
リスナーから毎回テーマにちなんだ仮説を募集するコーナー。仮説の他に発見・気づき・思い込み等も募集している。コーナーの最後に次回募集する仮説のテーマを発表する。布川の兄が持論を展開する際の口癖「仮説だって言っただろ」から誕生したコーナー。

### 終了したコーナー
掻き乱すな！
みちおが恋愛相談している際に連発するフレーズ「掻き乱すな！」を文末に入れた文章をリスナーから募るコーナー。みちおが番組内で連発したせいか刑事ドラマに出演した際のセリフとして採用された。ep182にてこのコーナーのメール数が100通未満だった為終了。

## ゲスト
- あいなぷぅ（パーパー）- ep60,61
- ヤーレンズ- ep118,119
- 尾崎世界観（クリープハイプ）- ep164,165
- お見送り芸人しんいち - ep188,189[注 4],191

## テーマ曲
- エンディングテーマ：クリープハイプ「もうおしまいだよさようなら」[10]